# Пъпуша
Пъпуша (на румънски: Vârful Păpuşa) е връх в Ретезатските планини (Munţii Retezat), част от Южните Карпати, с надморска височина 2508 м, което го прави втория най-висок връх в планината и осми по височина в Румъния. Името „Пъпуша“ е често срещано сред върховете в Румъния, като само в Ретезат има три върха с това име: Пъпуша, Пъпуша Мика и Пъпуша Кустурий. Достъпът до върха е от много различни посоки: от Шауа Пеледжий, от Порциле Ънкисе и от връх Кустура.